# Túnel ferroviário de São Gotardo
O túnel ferroviário de São Gotardo (em francês:  Tunnel ferroviaire du Saint-Gothard; em alemão:  Gotthardtunnel ou Gotthard-Scheiteltunne) é o primeiro túnel ferroviário no São Gotardo, na Suíça, que com 15 km de comprimento faz a ligação entre Göschenen ao Nord no cantão de Uri e Airolo no cantão do Ticino e é utilizado pela linha do Gotardo.
Obra do engenheiro suíço Louis Favre, o túnel começou a ser perfurado em 1871 e foi inaugurado em Maio de 1882. Pela primeira vez foi utilizado o ar comprimido que tinha acabado de ser inventado pelo engenheiro e inventor genebrino Jean-Daniel Colladon 

## Características
A entrada Norte situa-se a 1 106 m de altitude com o ponto culminante a 1 151 m. A saída está a 1 142 m. O tempo médio da travessia em combóio é de 11 minutos para percorrer os 15 Km de extensão. 

## História

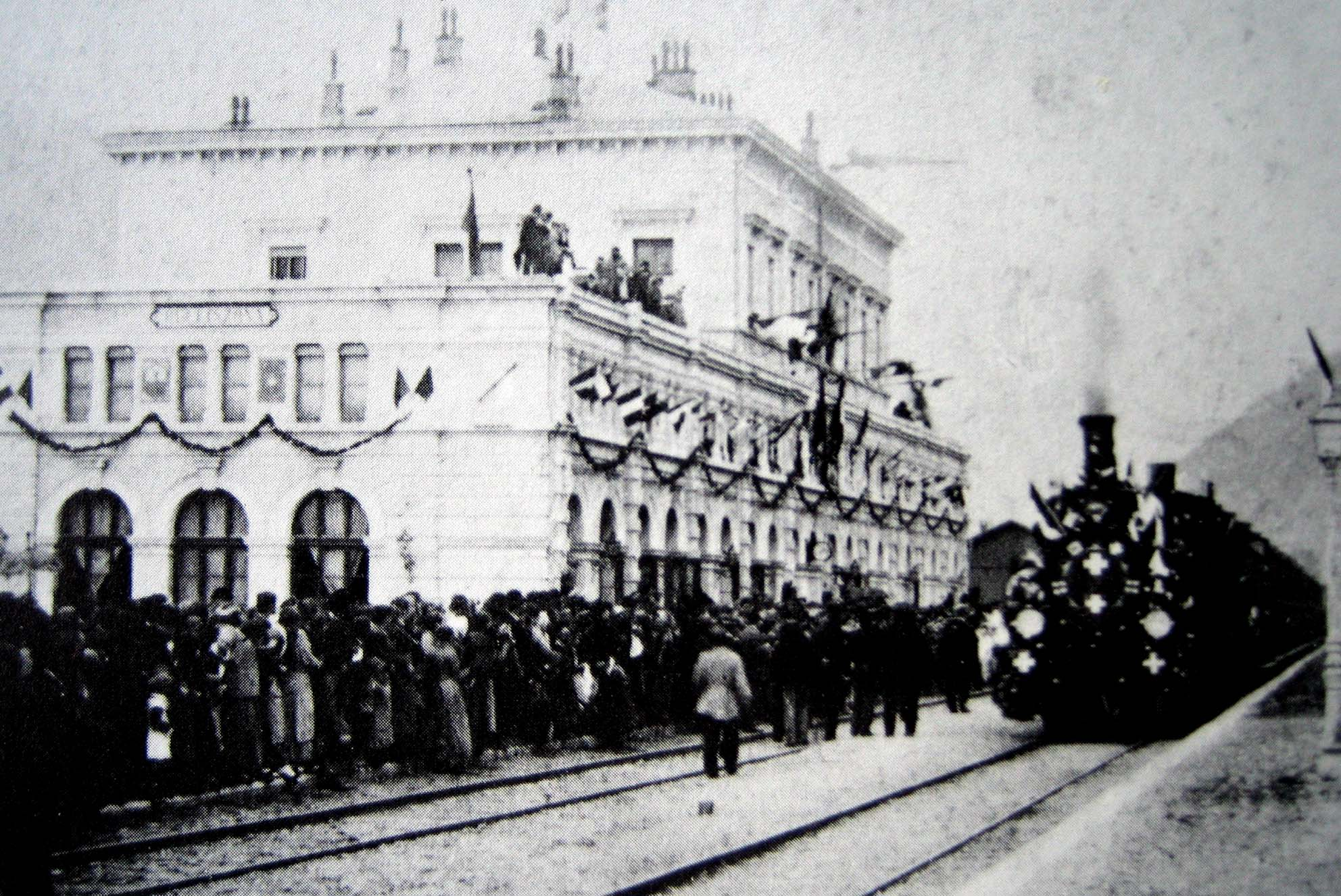
Inauguração em 1882 do túnel ferroviário de São Gotardo, que conecta o sul do cantão de Ticino, era o maior do mundo na época.

A primeira ideia de uma linha alpina veio de Alfred Escher, da União do Gotardo, constituída em 1863 por quinze cantões e duas sociedades ferroviárias. Depois de muitas discussões relativas ao traçado, Zurique e os Caminhos de ferro do Nordeste impuseram o seu ponto de vista. Graças à política de A. Escher, a Suíça e a Itália concluíram um tratado acerca da construção e exploração do túnel. Em 1871, a União do Gotardo fundou a Sociedade dos caminhos de ferro do Gotardo com sede em Lucerna e cede-lhe os direitos. Foi o engenheiro Suíço Louis Favre que ganhou o concurso e assim abriu entre 1871-1882 os 15 km para a travessia Norte-Sul.
O projecto mais ambicioso da Suíça em transportes do século XIX, a linha do Gotardo teve muito importantes consequências económicas. O fluxo de mercadorias e das pessoas, concentrou-se neste eixo, e a lei sobre os transportes ferroviários em 1872 tornou possível a abertura de novas linhas para se aproveitarem dele.
O consórcio do Gotardo realiza até 1897 uma rede com 273 km. Entretanto 1874 vê terminar-se a linha do lado do Ticino, enquanto que as vias de acesso Lucerna-Immensee e Zoug-Goldau só se realizarão em 1897. Os preços cada vez mais elevados e os atrasos conduziram a companhia a uma grava crise em 1875, ainda por cima agravado pela baixa da acções da companhias ferroviárias suíças durante a depressão dos anos 1870. Este conjunto de problemas teve como efeito que A. Escher se retire da presidência, que uma revisão das rampas as tornaram mais abruptas, assim como as curvas mais apertadas e principalmente o túnel só terá uma via. A segunda via deveria durar até 1965.

## Acidentes
O engenheiro suíço Louis Favre foi encarregado pela construção do túnel e teve que enfrentar as exigências dos trabalhadores, na grande maioria italianos da região do Piemonte, devido ás condições de trabalho de 8h por dia com temperaturas de 30 ºC. Aliás 307 entre eles morreram de acidente durante a escavação, sem contar as mortes devidas á silicose. 
A jornada de 4 a 5 francos suíços não seria má se não fossem deduzida as despesas de alojamento e alimentação, pelo que só restava 2,50 francos para jornadas de 8h. Uma greve começa em 1875 do lado de Göschenen onde pedem redução de 8 a 6h de trabalho diário, ordenado mensal só em dinheiro, e não uma parte do ordenado e uma outra parte em vales de compra que só podiam ser utilizados nas lojas da empresa. A intervenção da polícia fará quatro mortes o que relançou o debate sobre as condições de trabalho assim como a da protecção dos trabalhadores .
Louis Favre que abalado pelas dificuldades inerentes ao terreno, teve de fazer face á explosão do orçamento, e ás greves e mortes dos operários, pelo que sentiu-se mal durante uma visita das galerias e lá faleceu a 19 de Julho de 1879 , pelo que a ora foi tomada pelo engenheiro francês Edouard Bossi.
É unicamente em 1882 que o túnel é aberto e a companhia pode gabar-se de ter o caminho de ferro mais moderno da Suíça a nível técnico, como travagem automática, carruagens com quatro eixos, compartimento "salão", e grandes locomotivas.
Foi em 1909 que a Sociedade dos Caminhos de Ferro do Gotardo foi anexada pelos CFF na convenção do Gotardo.

## Imagens
Uma série de imagens de túneis na Suíça; «Alpen Tunne» (em AL)

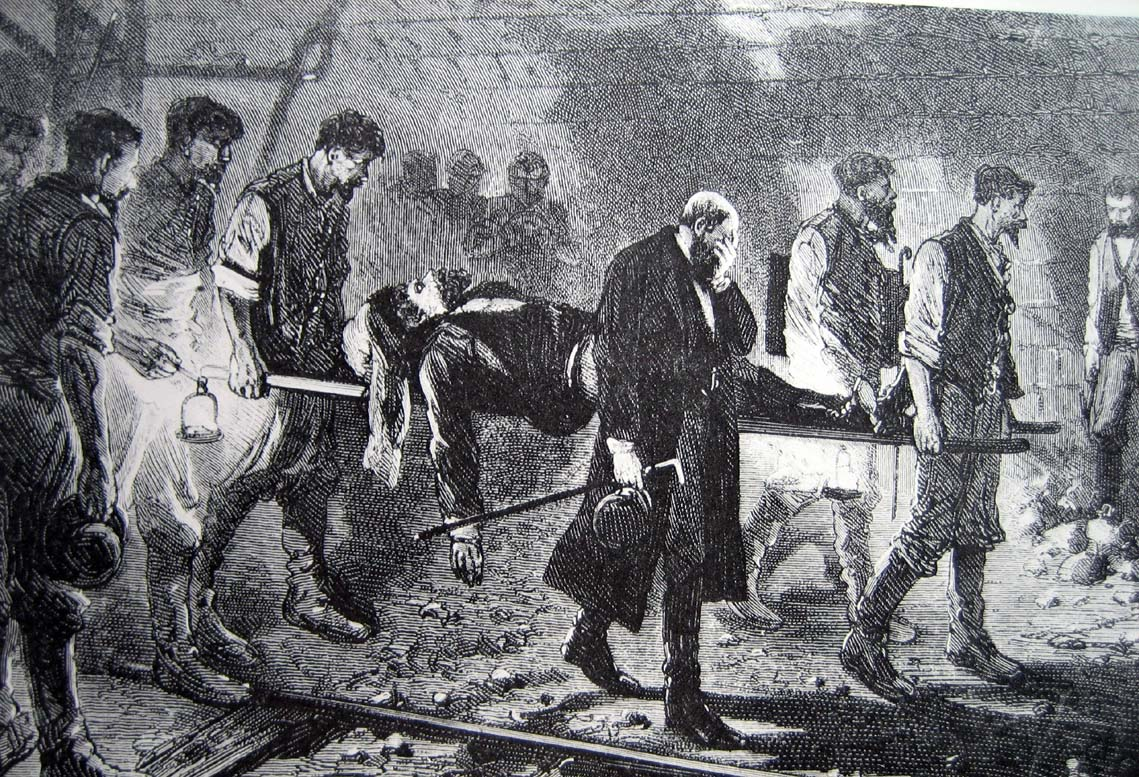
Morte do Eng Favre
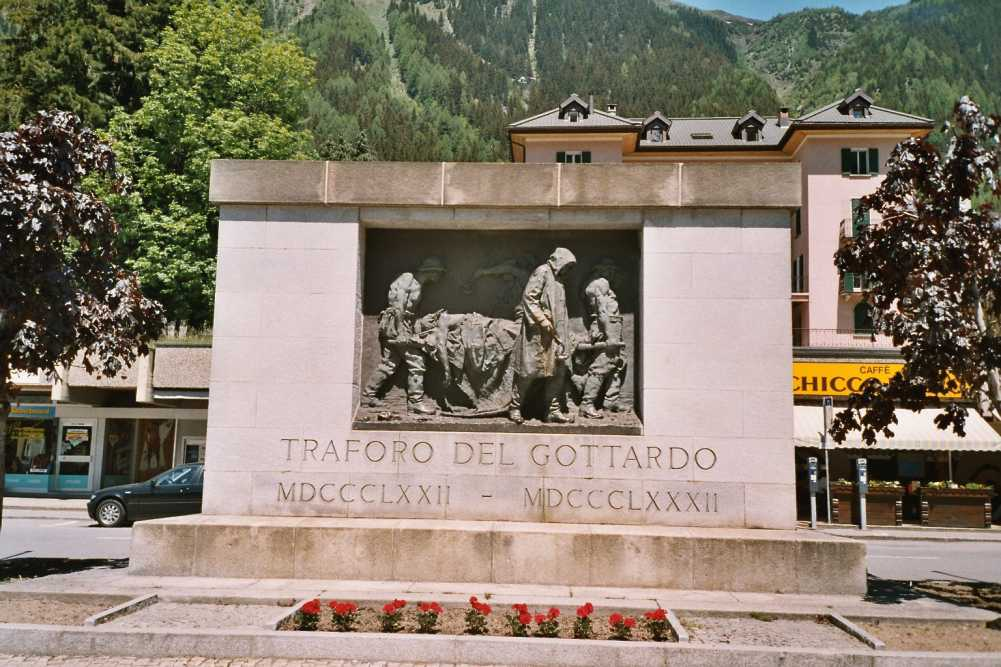
Comemoração dos 50 anos do túnel, aberto a 1de Junho de 1932

No exterior do túnel, mas na linha do Gotardo

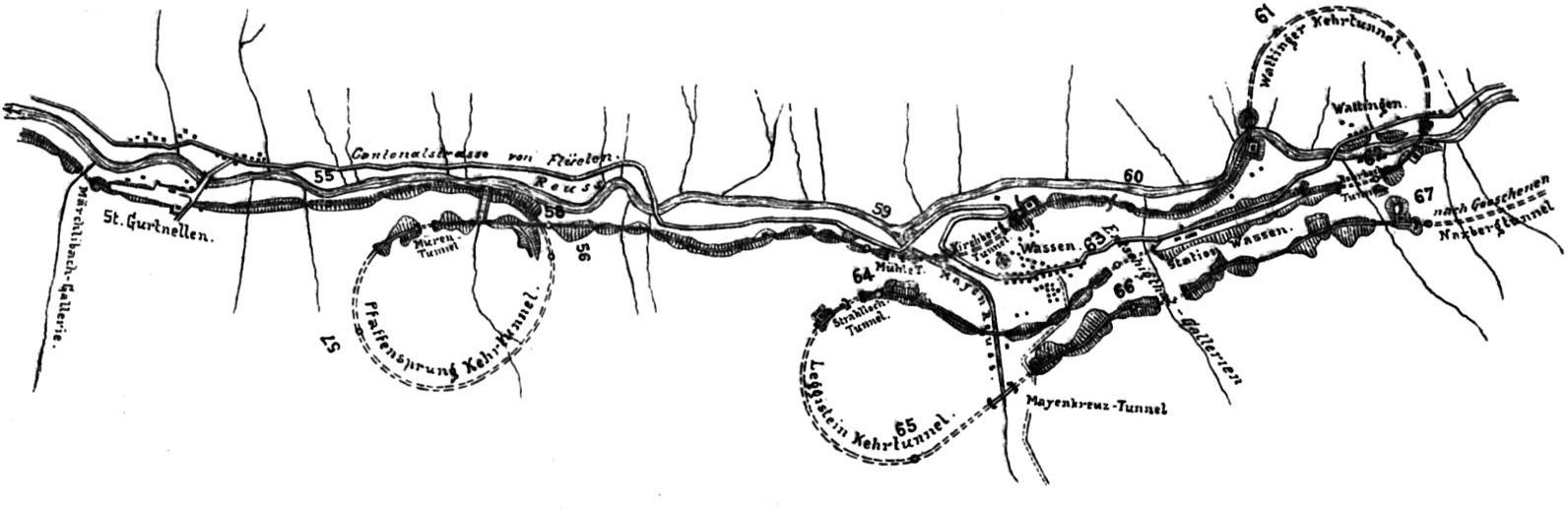
Espiral dupla em Wassen
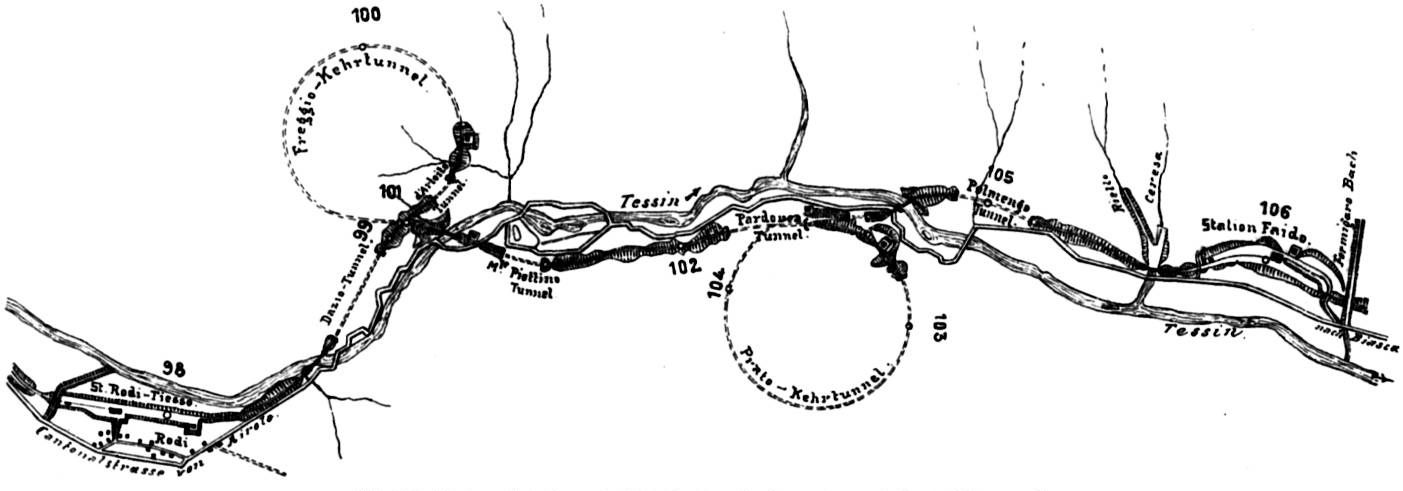
Espiral dupla entre Rodi e Faido
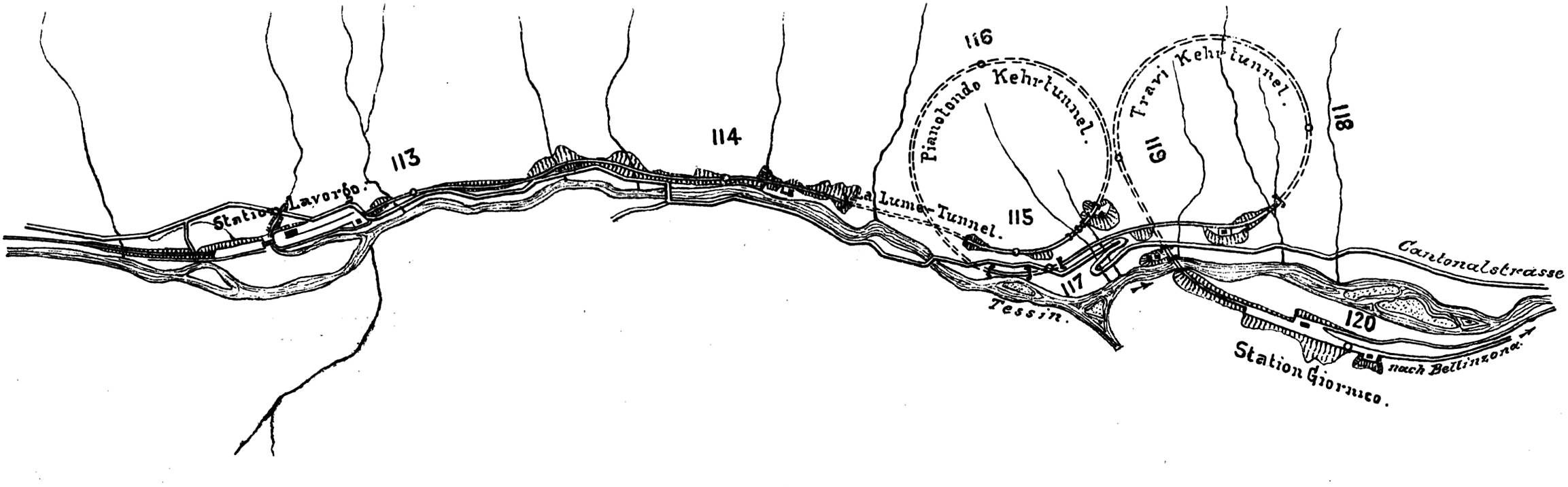
Espiral dupla entre Lavorgo e Gironico
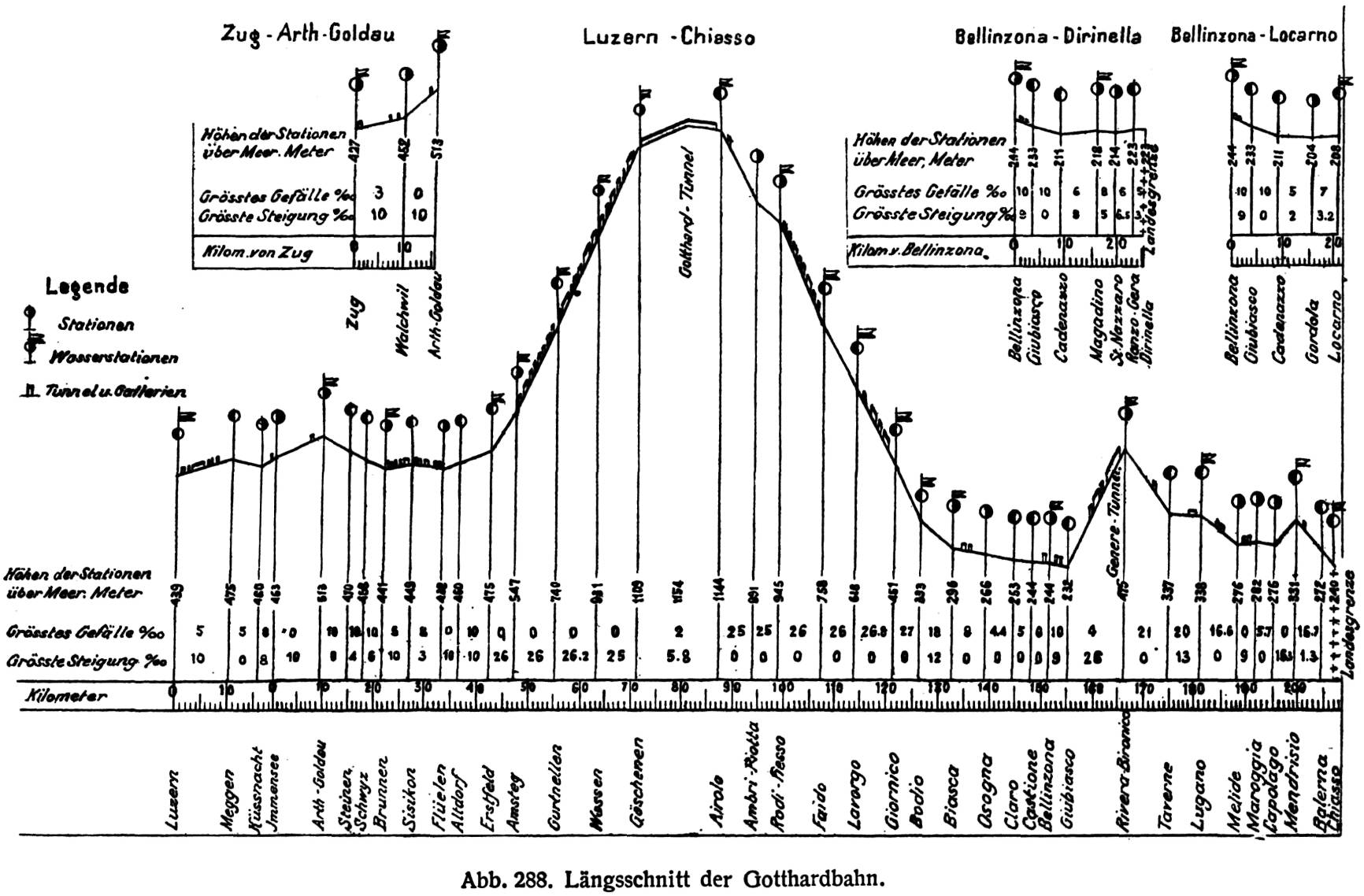
Perfil entre Lucerna e Chiasso